# Zimtbrust-Bartvogel
Der Zimtbrust-Bartvogel (Capito brunneipectus) ist eine Vogelart aus der Familie der Amerikanischen Bartvögel. Die Art kommt in einem kleinen Gebiet im Norden Südamerikas vor. Es werden keine Unterarten unterschieden. Die IUCN stuft den Zimtbrust-Bartvogel als nicht gefährdet (least concern) ein.

## Erscheinungsbild
Zimtbrust-Bartvögel haben eine Flügellänge von 8,0 bis 8,2 Zentimetern, die Schwanzlänge beträgt durchschnittlich 5,0 Zentimeter, der Schnabel erreicht eine Länge von 2,1 bis 2,3 Zentimetern. Sie wiegen rund 60 Gramm. Der Sexualdimorphismus ist nicht sehr stark ausgeprägt.
Stirn und Oberkopf sind matt orangegelb. Ein schwarzes Band zieht sich von der Schnabelbasis über die Augen bis zum Nacken. Die Körperoberseite ist überwiegend dunkel mit einigen orangegelben Abzeichen. Auffällig ist vor allem eine V-förmige, gelbe Zeichnung auf dem oberen Rücken. Die Steuerfedern sind auf der Oberseite olivbraun mit dunkleren Federschäften, auf der Unterseite sind die Steuerfedern graubraun mit einem gelblichen Schimmer. Kinn und Kehle sind blass gelblich bis zimtfarben. Ein rötlich zimtfarbenes Band verläuft quer über die Brust, die untere Brust und der Bauch sind olivfarben und gelb. Der kräftige Schnabel ist kurz und läuft spitz aus. An der Schnabelbasis finden sich feine schwarze Federn, die haarähnlich sind und abstehen. Ihre Länge entspricht etwa der halben Schnabellänge. Die Augen sind braun, die Beine und Füße sind blaugrau. Bei Weibchen ist die Kehle etwas kräftiger zimtfarben als bei den Männchen, sie weisen hier außerdem feine kleine Flecken auf.
Das Verbreitungsgebiet des Zimtbrust-Bartvogels grenzt an die Verbreitungsgebiete von Kehlbinden-Bartvogel und Tupfenbartvogel an, überlappt vermutlich aber nicht mit diesen. Diese beiden Arten unterscheiden sich vom Zimtbrust-Bartvogel durch rote beziehungsweise leuchtend orangefarbene Kopfpartien. Abgesehen vom Weißmantel-Bartvogel, der nur im Norden Kolumbiens vorkommt, weist kein anderer Amerikanischer Bartvogel ein zimtbraunes Brustband auf.

## Verbreitungsgebiet, Lebensraum und Lebensweise

Verbreitungsgebiet (grün) des Zimtbrust-Bartvogels

Der Zimtbrust-Bartvogel kommt nur in einer kleinen Region des Amazonasbeckens vor. Das Verbreitungsgebiet reicht hier vom unteren Lauf des Rio Tapajós bis zum unteren Lauf des Rio Madeira. Die Lebensraumansprüche dieser Art sind bislang nicht untersucht. Sie kommt aber überwiegend in den Baumwipfeln des tropischen Regenwaldes vor und wird häufig in Schwärmen beobachtet, die aus Individuen unterschiedlicher Vogelarten bestehen. Vermutlich besteht ihr Nahrungsspektrum aus Früchten und Insekten. Die Brutzeit ist unbekannt.

## Belege